# Michael DiLeonardo
Michael DiLeonardo (nacido el 18 de junio de 1955) es un ex mafioso ítaloestadounidense que llegó a ocupar el puesto de caporegime en la familia criminal Gambino. A principios de la década de 2000, DiLeonardo se convirtió en testigo del Gobierno y decidió cooperar con el FBI, logrando condenar a más de 80 mafiosos. Estuvo temporalmente en un programa de protección de testigos.

## Antecedentes
Nacido en Nueva York, DiLeonardo creció en Bensonhurst, Brooklyn. Allí vivió hasta 1998, cuando se trasladó a Eltingville, Staten Island. A los 10 años, DiLeonardo sufrió cicatrices en la cara por el ataque de un perro, lo que le valió el apodo de "Mikey Scars". Sus padres eran inmigrantes de segunda generación, los padres de su padre inmigrantes de Bisacquino, Sicilia. Su madre era costurera y su padre jugador profesional de bolos. DiLeonardo tenía dos hermanos; el mafioso de la familia criminal Colombo Robert DiLeonardo (que fue asesinado el 16 de julio de 1981 por orden de la Cosa Nostra, por lo que Michael no pudo tomar represalias) y James (Giovanni) DiLeonardo. El abuelo de DiLeonardo, Vincenzo DiLeonardo, era un capitán de la facción de Brooklyn dirigida por Salvatore D'Aquila, que era el jefe de jefes en aquella época. De pequeño, DiLeonardo se reunió varias veces con el jefe de los Gambino Carlo Gambino en casa de su abuelo. DiLeonardo empezó a correr con bandas callejeras violentas cuando era adolescente.
En 1973, DiLeonardo se graduó en la New Utrecht High School de Brooklyn. Asistió a la universidad durante dieciocho meses, pero no se graduó. En 1985, a los 29 años, DiLeonardo se casó con Antoinette "Toni" Marie Fappiano, una prima del subjefe de los Gambino Frank DeCicco. DiLeonardo tuvo un hijo con Fappiano, Michael DiLeonardo, Jr.  Tras doce años de matrimonio, DiLeonardo comenzó un romance con Madeline Fischetti. Mantuvo a Madeline en un apartamento alquilado en Bay Ridge, Brooklyn mientras mantenía una casa con su mujer y su hijo en Staten Island. DiLeonardo acabó divorciándose de Antoinette y casándose con Madelaine; tienen un hijo, Anthony..
Un hombre rico, DiLeonardo poseía una mansión en Staten Island con vistas a Raritan Bay.

## Vida en la mafia
A los 21 años, DiLeonardo había empezado a trabajar para la familia Gambino. Desde la década de 1960, había estado haciendo recados a cambio de propinas de varios socios de los Gambino. Ellos le daban dinero para su bolsillo, él hacía cosas como vandalismo y asaltos para ellos. DiLeonardo visitaba con frecuencia el club social Veterans and Friends de Brooklyn, dirigido por el jefe Paul Castellano. Sin embargo, DiLeonardo consideraba al capo Paul Zaccaria y a Jerry D'aquila como sus mentores en la familia.
En 1980, DiLeonardo abrió un club social a una manzana del Club de Veteranos. A principios de 1981, trasladó el club a otra ubicación en Brooklyn. Entre los clientes del club se encontraban los soldados Gambino Salvatore "Sammy the Bull" Gravano y Frank DeCicco. DiLeonardo también utilizó su club como cuartel general para sus operaciones de apuestas, préstamos y juego. Tuvo éxito y luego se dedicó a los negocios y se asoció en un mercado de productos agrícolas con Peter Castellano, primo de Paul Castellano. A mediados de los 80, DiLeonardo se hizo amigo íntimo de John A. Gotti, conocido como "Junior", hijo del futuro jefe John J. Gotti. Junior Gotti acabó nombrando a DiLeonardo padrino de su segundo hijo.
El 16 de julio de 1981, el hermano de DiLeonardo, Robert, murió en un tiroteo relacionado con la mafia. DiLeonardo quería matar al tirador, pero el jefe Castellano le ordenó que se mantuviera al margen porque estaba relacionado con asuntos internos de Colombo. En la década de 1980, DiLeonardo mantuvo supuestos empleos legítimos como capataz de taller para el local 282 de los camioneros. DiLeonardo pronto abrió su propia empresa de construcción, Metropolitan Stone, con Edward Garofalo, cuñado de Gravano.

## La era Gotti
El 16 de diciembre de 1985, Castellano fue asesinado por orden de John J. Gotti, que se convirtió en el jefe de la familia. Con Frank DeCicco ahora convertido en subjefe, DiLeonardo tenía a Lilo Garafola como capo. Poco después, DiLeonardo se presentaba en el Ravenite Social Club de Gotti en Little Italy, Manhattan tres o cuatro veces por semana. Después de que John A Gotti ascendiera al poder, DiLeonardo estuvo con el capo Jackie D'Amico tras la muerte de Lilo Garafalo. En abril de 1986, DiLeonardo estuvo en el Club de Veteranos y Amigos que entonces dirigía Frank DeCicco el día en que Frank fue asesinado por un coche bomba. Gravano, Garafalo y Joe DeCicco se acercaron para intentar sacar a Frank del coche y ayudar a Frank Bellino, que sobrevivió a la explosión.
El 24 de diciembre de 1988, DiLeonardo y Junior Gotti ingresaron en la familia Gambino en una ceremonia en Manhattan dirigida por Gravano, ahora consigliere. En 1989, DiLeonardo ayudó a organizar el asesinato del editor y propietario de un negocio de saneamiento Fred Weiss. El jefe John J. Gotti había ordenado la muerte de Weiss porque creía que éste planeaba testificar contra el soldado gambino Angelo Paccione y Jimmy Brown Fialla. Pistoleros de la familia criminal DeCavalcante de Nueva Jersey dispararon y mataron a Weiss frente a su edificio de apartamentos en Staten Island, Nueva York.
A mediados de la década de 1990, DiLeonardo supervisó la usura y otras actividades ilegales desde la panadería Royal Crown de Grasmere, Staten Island. DiLeonardo era propietario de varios salones de tatuajes en Brooklyn, Queens y Staten Island. Además, DiLeonardo afirmó que el mafioso de Staten Island Chris Paciello, propietario de un club de Miami, era un socio de la mafia Gambino. Sin embargo, el capo de la familia Colombo "Wild Bill" Cutolo afirmó que Paciello era un socio de Colombo. En 1996, DiLeonardo se reunió con el jefe en funciones de Colombo Alphonse "Allie Boy" Persico para resolver la disputa. Como resultado, Paciello pudo elegir con qué familia asociarse, y eligió a los Colombo.

## Ascenso y caída de DiLeonardo
A finales de 1992, el capo John J. Gotti fue condenado por asesinato y chantaje basándose en el testimonio de Gravano. En la reorganización que siguió, DiLeonardo fue ascendido a capitán. A la banda de DiLeonardo se le dio el control de los chanchullos de construcción y camiones de la familia, y también el control de la banda de 18th ave. Esto incluía recibir pagos mensuales de Scara-Mix Concrete Company en Staten Island, que era propiedad de Philip; el hijo de Paul Castellano. DiLeonardo también trasladó a su banda a Wall Street, utilizando estafas bursátiles para hacer ganar dinero a los Gambino. DiLeonardo se convirtió en un estrecho colaborador de Junior Gotti y le ayudó cuando fue ascendido a jefe en funciones. En una ocasión, un miembro de la banda de DiLeonardo, Tommy Cherubino, escondió unas metralletas para Gotti Jr.
En 1997, DiLeonardo y Garafola vendieron el Metropolitan Stone porque la ciudad de Nueva York había revocado el permiso de explotación del Metropolitan debido a sus afiliaciones con el crimen organizado. Para entonces, también controlaba la tripulación del capitán Danny Marino cuando éste ingresó en prisión.

## Defección e informante del Gobierno
En septiembre de 2000, DiLeonardo fue procesado en Atlanta, Georgia, por cargos de crimen organizado, extorsión y blanqueo de dinero. Se le acusó específicamente de extorsionar pagos en efectivo de Scores, un club de striptease de alto nivel en Manhattan y The Gold Club en Atlanta. El 30 de agosto de 2001, tras un juicio de cuatro meses, DiLeonardo fue absuelto de todos los cargos.
A finales de 2001, Peter Gotti fue nombrado jefe de los Gambino. En junio de 2002, DiLeonardo fue acusado de crimen organizado laboral, extorsión, usura, manipulación de testigos y el asesinato de Fred Weiss. Mientras esperaba el juicio, la administración de la familia Gambino detuvo todo el dinero que iba a él. Cuando DiLeonardo preguntó por qué, le dijeron que estaba robando a la familia. DiLeonardo afirmó que no estaba robando a nadie de la familia y que la acusación era falsa. DiLeonardo devolvió el mensaje diciendo: "No recuerdo haber muerto ni haberme condenado a cadena perpetua. Puede que algún día vuelva a casa". La familia Gambino le dio entonces carpetazo. Ese fue el punto de inflexión para DiLeonardo, y declaró cómo fue una traición por su parte y cómo le destrozó. Finalmente, DiLeonardo decidió cooperar con el gobierno federal. DiLeonardo dijo más tarde que en 2002, la idea de tener que testificar contra su amigo Junior Gotti y otras personas cercanas a él le llevó a un intento de suicidio. Otra fuente dice que la ira de su hijo contra él por convertirse en testigo del gobierno provocó el intento.
Proporcionó un testimonio perjudicial contra Peter Gotti, Louis "Big Lou" Vallario, Frank Fappiano, Richard V. Gotti, Richard G. Gotti y Michael Yanotti. DiLeonardo también testificó en los cuatro juicios falsos en los que Junior Gotti fue acusado de ordenar el secuestro y asalto en 1992 del locutor de radio Curtis Sliwa. Finalmente, en octubre de 2006, DiLeonardo testificó contra el antiguo jefe en funciones de la familia criminal Colombo Alphonse Persico, y el subjefe John "Jackie" DeRoss en su juicio por el asesinato en 1999 del antiguo subjefe William Cutolo. Ese caso terminó en un juicio nulo. En su segundo juicio, ambos serían condenados. DiLeonardo testificó un récord de 15 veces, más que cualquier otro miembro "hecho" de la Mafia hasta la fecha.
El 9 de septiembre de 2011, un juez condenó a DiLeonardo al tiempo ya cumplido en prisión: 36 meses, y lo dejó en libertad. Él y su segunda familia se encuentran ahora en el Programa de Protección de Testigos federal.